# ميس أسترالي
ميس أسترالي (الاسم العلمي:Celtis australiensis) هو نوع من النباتات يتبع جنس الميس من الفصيلة القنبية.